# بلفست (پنسیلوانیا)
بلفست (به انگلیسی: Belfast) یک منطقهٔ مسکونی در ایالات متحده آمریکا است که در شهر پلین‌فیلد واقع شده‌است. بلفست ۱٬۲۵۷ نفر جمعیت دارد.